# Izvoarele Sucevei
Izvoarele Sucevei es una comuna ubicada en el distrito de Suceava, Rumania.

## Superficie
Posee una superficie de 132,7 kilómetros cuadrados.

## Demografía
Hasta 2021 la población era de 1984 habitantes, con una densidad de población de 14,95 habitantes por kilómetro cuadrado.